# John Bellamy Foster

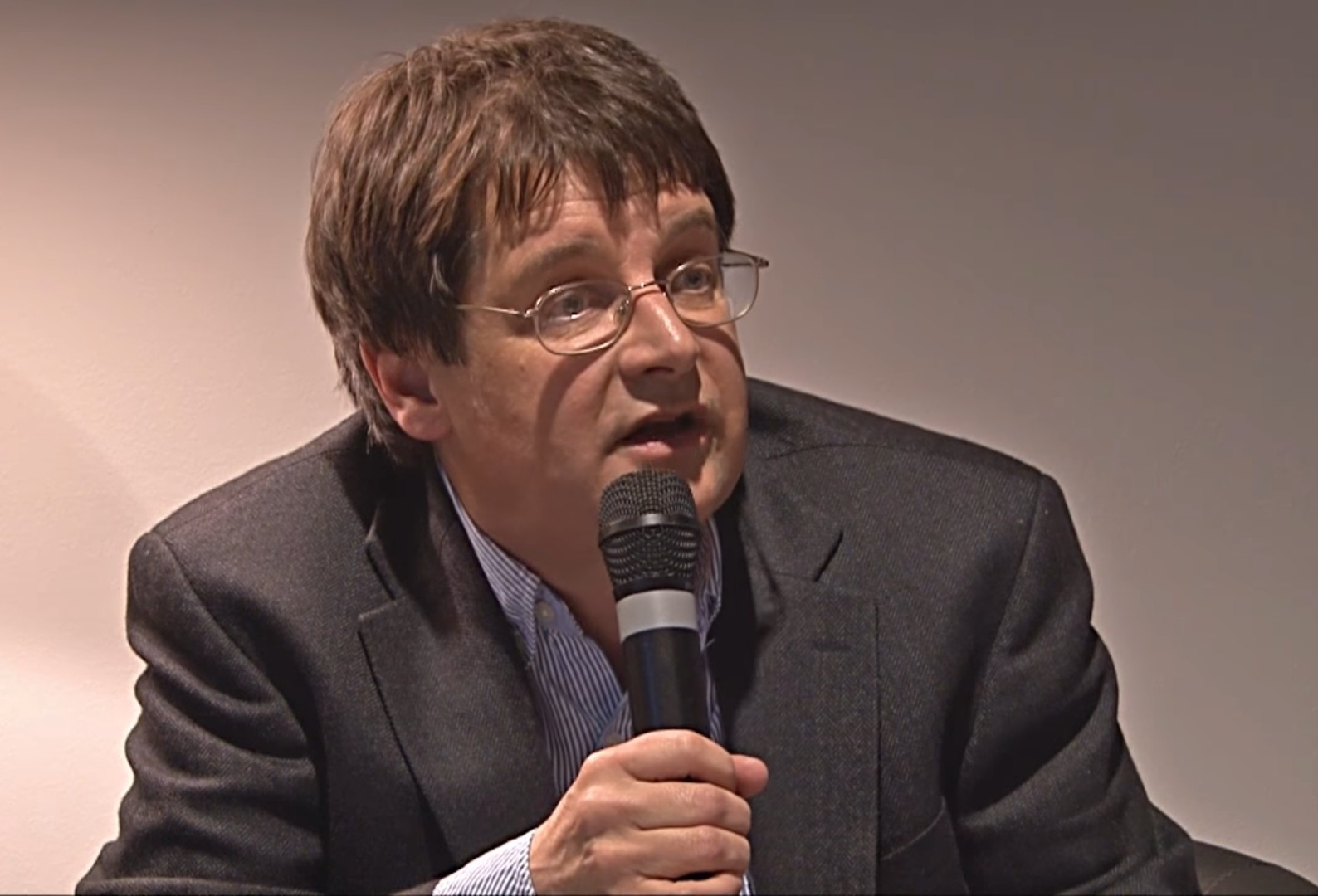
Retrato fotográfico de John Bellamy Foster

John Bellamy Foster (nascido em 19 de agosto de 1953) é um professor americano de sociologia na Universidade de Oregon e editor da Monthly Review . Ele escreve sobre economia política, capitalismo e crise econômica, ecologia e crise ecológica além de teoria marxista .  Ele deu inúmeras entrevistas, palestras e palestras convidadas, bem como escreveu, como convidado, comentários, artigos e livros sobre o assunto. 

## Juventude
Foster foi ativo nos movimentos pacifistas e ambientais antes de se matricular no Evergreen State College, na cidade de Olympia nos Estados Unidos, em 1971. Ele estudou economia em resposta ao que considerou uma crise em desenvolvimento na economia capitalista e ao envolvimento dos EUA no golpe de estado chileno de 1973 .
Em 1976, mudou-se para o Canadá e ingressou no programa de pós-graduação em ciências políticas da Universidade York, em Toronto . Ele apresentou seu artigo de 1979, The United States and Monopoly Capital: The Issue of Excess Capacity, para Paul Sweezy da Monthly Review . Ele também foi publicado em periódicos como The Quarterly Journal of Economics e Science &amp; Society, e, em 1986, publicou The Theory of Monopoly Capitalism: An Elaboration of Marxian Political Economy, com base em seu doutorado. dissertação. 
1. ↑  The Planetary Emergency with Brett Clark, Monthly Review
2. ↑  University of Oregon, Department of Sociology. «Faculty Homepage». Arquivado do original em 27 de abril de 2012
3. ↑  Foster, John Bellamy (1986). The Theory of Monopoly Capitalism. New York: Monthly Review Press